# Reggenza di Konawe
La reggenza di Konawe (in indonesiano: Kabupaten Konawe) è una reggenza dell'Indonesia, situata nella provincia di Sulawesi Sudorientale.